# Myrmecotypus fuliginosus
Espèce
Myrmecotypus fuliginosus est une espèce d'araignées aranéomorphes de la famille des Corinnidae.

## Distribution
Cette espèce est endémique du Tabasco au Mexique,.

## Publication originale
- O. Pickard-Cambridge, 1894 : Arachnida. Araneida. Biologia Centrali-Americana, Zoology. London, vol. 1, p. 121-144 (texte intégral).